# Сипапу

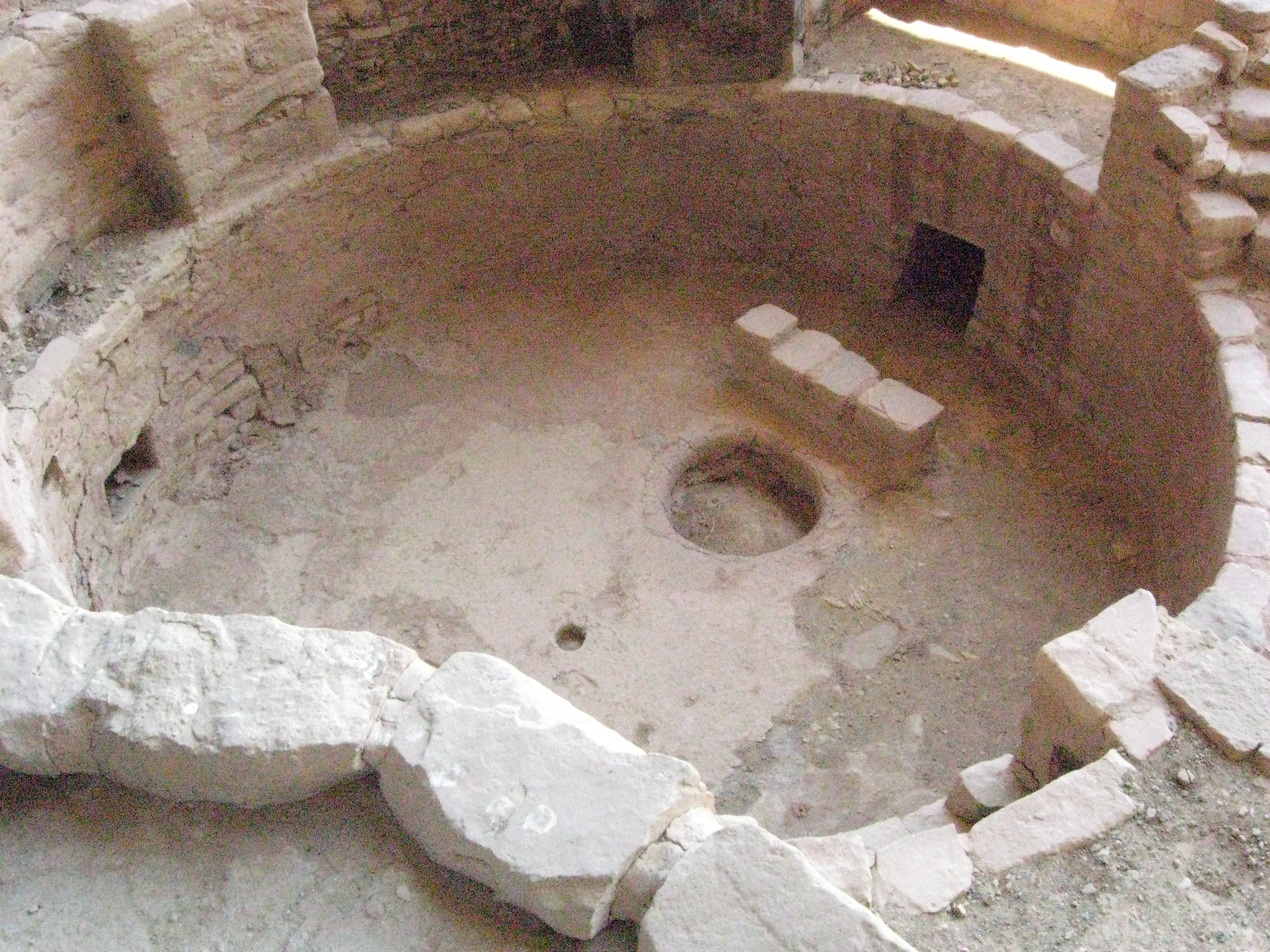
Сипапу — отверстие в полу кивы. Фотография из Лонг-Хауза, национальный парк Меса-Верде.

Сипапу (слово из языка хопи) — небольшое отверстие в полу кивы — храма древних пуэбло и современных народов пуэбло. Символизирует портал, через который древние предки народов пуэбло появились на свет.
От данного слова происходит название лыжного курорта Сипапу в штате Нью-Мексико.